# Seulgi
Seulgi, właśc. Kang Seul-gi (kor. 강슬기, ur. 10 lutego 1994 w Ansan) – południowokoreańska piosenkarka, członkini zespołu Red Velvet, jej podgrupy Red Velvet – Irene & Seulgi oraz supergrupy Got the Beat. Zadebiutowała jako solistka 4 października 2022 roku minialbumem 28 Reasons.

## Kariera

### Wczesne życie
Seulgi zaczęła trenować w SM Entertainment w 2007 roku. 2 grudnia 2013 roku była jedną z trzech pierwszych stażystów przedstawionych publiczności w ramach projektu SM Rookies, wraz z obecnymi członkami NCT, Jeno i Taeyongiem. W lipcu 2014 roku Seulgi pojawiła się w utworze Henry’ego Lau „Butterfly” z jego drugiego minialbumu Fantastic.
1 sierpnia 2014 roku Seulgi zadebiutowała jako członkini Red Velvet.

### 2015–2018: Działalność solowa
Zagrała główną rolę – Dorothy, w hologramowym musicalu SM Entertainment „School Oz”, którego premiera odbyła się 14 stycznia 2015 roku.
Seulgi wystąpiła w programie „JTBC Off to School” emitowanym między kwietniem a majem 2015 roku, gdzie przez trzy dni uczęszczała do Gyeonggi Arts High School wraz z innymi idolami.
2 października 2016 roku wzięła udział w programie muzycznym MBC, „King of Mask Singer”, gdzie występowała pod pseudonimem Cinema Heaven.
23 lutego 2018 roku OSEN poinformowało, że Seulgi będzie częścią obsady programu „Law of the Jungle in Mexico”, który był emitowany od maja do lipca.
21 lipca 2018 roku wraz z Wendy z Red Velvet wystąpiła w specjalnym 100. odcinku programu KBS „Battle Trip”.
26 października 2018 roku JTBC opublikowało wideo, w którym zapowiedziało, że Seulgi będzie jednym z MC w ich programie rozrywkowym „Cool Kids”.

### Od 2019: podgrupa Red Velvet, Got the Beat i debiut solowy
12 lutego 2019 roku Seulgi wydała „Always”, balladę o wiecznej miłości, na ścieżkę dźwiękową do filmu The Crowned Clown.
20 kwietnia 2020 roku SM Entertainment potwierdziło, że Seulgi będzie częścią pierwszej podgrupy Red Velvet, wraz z koleżanką z zespołu Irene. 6 lipca 2020 roku Red Velvet – Irene & Seulgi zadebiutowały minialbumem Monster.
25 stycznia 2021 roku Seulgi wystąpiła w teledysku do utworu Yunho „Eeny Meeny”.
1 lutego 2021 roku Seulgi i raper Bewhy wydali teledysk do piosenki „Born Confident” do kampanii Volkswagena.
30 marca 2021 roku ogłoszono, że Seulgi pojawi się w piosence Wendy „Best Friend” z jej debiutanckiego minialbumu Like Water.
2 kwietnia ogłoszono, że Seulgi będzie gospodarzem internetowego programu muzycznego The Wise Music Encyclopedia. 1 czerwca zaczęła prowadzić własny program, Seulgi.zip, w Naver Now.
28 grudnia 2021 roku Seulgi pojawiła się w piosence BamBama „Who Are You” z jego drugiego minialbumu B.
27 grudnia 2021 roku Seulgi została ujawniona jako członkini supergrupy Got the Beat wraz z koleżanką z zespołu Wendy. Grupa zadebiutowała 3 stycznia 2022 roku.
13 września 2022 roku ogłoszono, że Seulgi zadebiutuje jako solistka, wydając 4 października swój pierwszy minialbum 28 Reasons.

## Dyskografia

### Solowa

#### Minialbumy
| Rok  | Dane dot. albumu                                                                                                 | Najwyższa pozycja | Najwyższa pozycja | Sprzedaż                    |
| Rok  | Dane dot. albumu                                                                                                 | KOR (Circle)      | JPN (Oricon)      | Sprzedaż                    |
| ---- | --- | ----------------- | ----------------- | --------------------------- |
| 2022 | 28 Reasons - Wydany: 4 października 2022 - Wytwórnia: SM Entertainment - Format: CD, digital download, streaming | 3                 | 13                | - KOR: 241 304+ - JPN: 4930 |

| Rok wydania | Album                | Piosenka            | Współpraca z                                              |
| ----------- | -------------------- | ------------------- | --------------------------------------------------------- |
| 2016        | SM Station Season 1  | Sound of Your Heart | Lee Dong Woo, Yesung, Sunny, Luna, Wendy, Taeil & Doyoung |
| 2017        | SM Station Season 1  | Darling U           | Yesung                                                    |
| 2017        | Fall in, girl Vol. 3 | Our Story           | Chiywol                                                   |
| 2017        | SM Station Season 2  | Doll                | Kangta & Wendy                                            |
| 2018        | SM Station X 0       | Wow Thing           | Soyeon, Chungha & SinB                                    |
| 2021        | Like Water           | Best Friend         | Wendy                                                     |

| Rok wydania | Album                    | Artysta            | Piosenka       |
| ----------- | ------------------------ | ------------------ | -------------- |
| 2014        | Fantastic                | Henry              | Butterfly      |
| 2017        | High School Rapper FINAL | Mark (NCT)         | Drop           |
| 2017        | Move                     | Taemin (SHINee)    | Heart Stop     |
| 2018        | Selfish                  | Moonbyul (MAMAMOO) | Selfish        |
| 2018        | ZZZ                      | Zion. T            | Hello Tutorial |

| Rok wydania | Album                         | Piosenka            | Notka          |
| ----------- | ----------------------------- | ------------------- | -------------- |
| 2016        | Uncontrollably Fond OST       | Don’t Push Me       | z Wendy        |
| 2017        | Idol Drama Operation Team OST | Deep Blue Eyes      | Girl Next Door |
| 2017        | Hwarang OST                   | I Can Only See You  | z Wendy        |
| 2017        | Blade & Soul OST              | You, Just Like That | –              |
| 2019        | The Crowned Clown OST         | Always              | –              |

## Filmografia
| Rok wydania | Tytuł             | Rola                 | Notka                      |
| ----------- | ----------------- | -------------------- | -------------------------- |
| 2015        | SMTown: The Stage | Seulgi (sama siebie) | Film dokumentarny o SMTOWN |
| 2020        | Trolls World Tour | Gomdori              | Film animowany             |

| Rok  | Tytuł                                     | Sieć telewizyjna       | Rola                 | Notka                                                   | Źródło |
| ---- | ----------------------------------------- | ---------------------- | -------------------- | ------------------------------------------------------- | ------ |
| 2015 | Off to School                             | JTBC                   | Obsada               | Odcinki 40-43                                           | [ 27 ] |
| 2015 | 100 People, 100 Songs                     | JTBC                   | Zawodnik             | Odcinek 31, z Wendy                                     | [ 28 ] |
| 2015 | Immortal Songs 2                          | KBS2                   | Zawodnik             | Odcinek 223-224 z Wendy i Joy                           | [ 29 ] |
| 2016 | M Countdown                               | Mnet                   | Specjalna prowadząca | Odcinek 494 z Wendy i Joy                               |        |
| 2016 | King of Mask Singer                       | MBC                    | Zawodnik             | Odcinek 79 jako „Cinema Heaven”                         | [ 30 ] |
| 2016 | Idol Battle Likes                         | KBS2                   | Prowadząca           | Odcinek 1                                               |        |
| 2017 | Girl Group Battle                         | KBS2                   | Zawodnik             | Korean New Year Special, z Wendy i Joy                  | [ 31 ] |
| 2017 | M Countdown                               | Mnet                   | Specjalna prowadząca | Odcinek 510 i 511, z Wendy i Joy                        |        |
| 2017 | High School Rapper                        | Mnet                   | Featured artist      | Odcinek 8, z Markiem Lee (NCT)                          |        |
| 2017 | Idol Drama Operation Team                 | KBS2                   | Obsada               | –                                                       | [ 32 ] |
| 2018 | Law of the Jungle in Mexico               | SBS                    | Obsada               | Członek drugiej połowy drużyny w Meksyku (odc. 320-324) | [ 32 ] |
| 2018 | Secret Unnie                              | JTBC                   | Obsada               | z Sunmi                                                 | [ 33 ] |
| 2018 | Battle Trip                               | KBS                    | Zawodnik             | z Wendy, odcinek 100-103                                | [ 34 ] |
| 2018 | Cool Kids                                 | JTBC                   | Prowadząca           | Odcinki 1-6                                             | [ 35 ] |
| 2020 | King of Mask Singer                       | MBC                    | Panelista            | Odcinek 259                                             |        |
| 2020 | Yeri’s Room                               | Dum Dum Studio YouTube | Gość                 | z Irene                                                 |        |
| 2020 | Where is My Home?                         | MBC                    | Gość                 | z Irene, Jeonghanem i Seungkwanem (SEVENTEEN)           |        |
| 2020 | Weekly Idol                               | MBC                    | Gość                 | z Irene, odcinek 469                                    |        |
| 2020 | Knowing Brothers: After-School Activities | JTBC                   | Gość                 | z Irene, odcinek 240                                    |        |

| Rok  | Radio          | Kanał       | Rola         | Notka                   |
| ---- | -------------- | ----------- | ------------ | ----------------------- |
| 2015 | Kiss the Radio | KBS Cool FM | Specjalny DJ | 13 października z Wendy |

| Rok  | Piosenka           | Album         | Artysta |
| ---- | ------------------ | ------------- | ------- |
| 2014 | Fantastic          | Fantastic     | Henry   |
| 2015 | Wish List          | Winter Garden | f(x)    |
| 2016 | One Day One Chance | School Oz OST | SMTOWN  |
| 2021 | Eeny Meeny         | Eeny Meeny    | U-KNOW  |

## Teatr
| Rok       | Tytuł     | Rola    | Notka       |
| --------- | --------- | ------- | ----------- |
| 2014–2015 | School Oz | Dorothy | Główna rola |

## Współprace
| Rok  | Wsółpraca                     |
| ---- | ----------------------------- |
| 2018 | Converse Korea                |
| 2019 | Coca Cola (z Park Bogum)      |
| 2019 | L’Occitane X OMY City Palette |

## Nagrody i nominacje
| Rok  | Ceremonia                       | Kategoria          | Nominowany za                         | Wynik     | Źródło |
| ---- | ------------------------------- | ------------------ | ------------------------------------- | --------- | ------ |
| 2017 | Melon Music Awards              | Hot Trend Award    | Deep Blue Eyes (jako Girls Next Door) | Nominacja | [ 36 ] |
| 2017 | Naver’s 2017 Fashionista Awards | Rising Star Award  | –                                     | Nominacja | [ 37 ] |
| 2022 | Mnet Asian Music Awards 2022    | Best Female Artist | –                                     | Nominacja | [ 38 ] |